# Tobias Forge
Tobias Jens Forge (Linköping, 3 de marzo de 1981) es un músico sueco, conocido por ser el líder, compositor principal y único miembro continuo de la banda de rock, Ghost, actuando en vivo como su vocalista bajo los nombres artísticos de Papa Emeritus, Cardinal Copia y Papa Perpetua. Aunque la banda se formó en 2006, la identidad de Forge como el líder de Ghost solo se confirmó en 2017, luego de una demanda de exmiembros de la banda debido a una disputa de regalías. Antes de encontrar el éxito, estuvo en varias otras bandas, incluidas Repugnant y Crashdïet, bajo el nombre artístico de Mary Goore.

## Biografía
Forge lideró el grupo sueco de death metal Repugnant desde 1998 bajo el nombre artístico de Mary Goore. La banda grabó un único álbum de estudio, Epitome of Darkness, en 2002, pero quedó inédito y no fue publicado hasta 2006. En 2010 se reunieron para actuar en el Festival Hell's Pleasure. Entre 2000 y 2002, también ejerció como guitarrista de la banda de glam metal Crashdïet. Repugnant se separaron en 2004. En el año 2003 Forge ejerce como vocalista y bajista de la banda de indie rock "Subvision". Grabaron su primer EP Pearls for Pigsnawps en el año 2003, en 2004 se publicó el segundo EP titulado Killing Floor y el 30 de agosto de 2006 publican su único álbum titulado So Far So Noir. Entre el año 2007 y 2008 Forge graba un álbum solista pero éste no es publicado. En 2008 Tobias toma el bajo en la banda de Martin Persner, "Magna Carta Cartel", hasta 2009 cuando la banda se toma un descanso y surge Ghost.
En 2012 Forge apareció con un renovado vestuario, dando por finalizado su personaje de Papa Emeritus y sustituyéndolo por el de Papa Emeritus II. El segundo álbum de la banda, Infestissumam, fue publicado en 2013. Debido a una disputa legal sobre el nombre de la banda, se vieron obligados a publicar el disco bajo el nombre de Ghost B.C. en Estados Unidos. En 2015, Forge presentó al personaje de Papa Emeritus III coincidiendo con la publicación del álbum Meliora.
A pesar de que una de las características de Ghost se basaba en el anonimato de sus miembros, la identidad de Forge como Papa Emeritus III fue revelada por antiguos miembros de la banda en el transcurso de una disputa legal por regalías en abril de 2017. Estos mismos músicos también lo acusaron de querer convertir Ghost en un proyecto personal."
Para el 2018, porta un nuevo alias como Cardinal Copia, rompiendo el ciclo de sucesión entre papas. En este tiempo es lanzado el álbum Prequelle, que tiene como eje central el medioevo con la plaga de la peste. El 3 de marzo del 2020 durante el último show de la gira Pame Tour Named Death en la Ciudad de México, ocurre un cambio cuando sucede el ascenso a papa Emeritus IV siendo este el personaje con mayor desarrollo en su historia del Lore, además de que Tobias prácticamente durante estas dos eras empieza a mostrarse en medios sin máscara.

## Rite Here Rite Now
La película documenta dos shows de Ghost realizados durante su gira de conciertos Imperatour, que se llevaron a cabo en el Kia Forum en Inglewood, California, los días 11 y 12 de septiembre de 2023. A diferencia de otros espectáculos de la gira, se implementó una política estricta de no portar teléfono a los asistentes a los espectáculos del Kia Forum para evitar fotografías o grabaciones con flash.
Además de las imágenes del concierto, Rite Here Rite Now contiene una historia narrativa basada en la historia ficticia que rodea a la banda.5 La lista de créditos indica que los actores que interpretan a Papa Nihil y Sister Imperator, dos personajes asociados con la historia de la banda, aparecen en la película.

## Resumen
1. ↑  «Ghost Introduce “New” Papa Emeritus During Hometown Show… Wait, What?». Metal Insider. 17 de diciembre de 2012. Consultado el 17 de mayo de 2017.
2. ↑  «Ghost B.C. Unveil ‘Infestissumam’ Release Date + 2013 North American Tour With Ides of Gemini». Loudwire.com. Consultado el 17 de mayo de 2017.
3. ↑  «Ghost Unveil 'New' Leader Papa Emeritus III». Loudwire.com. Consultado el 17 de mayo de 2017.
4. ↑  «Four Former Members of Ghost Reveal Identities, Speak Out About Lawsuit Against Tobias Forge ("Papa Emeritus")». MetalSucks. 6 de abril de 2017. Consultado el 17 de mayo de 2017.
5. ↑  «Former GHOST Members Accuse Singer Of Trying To 'Shamelessly' Turn 'Band' Into 'Solo Project'». 6 de abril de 2017. Consultado el 6 de abril de 2017.

- Datos: Q29641372
- Multimedia: Tobias Forge / Q29641372